# Micheille Soifer
Micheille Solangie Soifer Cárdenas (Callao, 2 de noviembre de 1989) es una personalidad de televisión, cantante y modelo peruana.

## Primeros años
Es hija de Marcos Soifer y Marissa Katherine Cárdenas, tiene dos hermanas mayores por parte de padre, y del matrimonio de sus padres son con cuatro hermanos, Kimberly Stephanie, Christianne Genesis, Mark y Erick Spencer Soifer Cardenas sus primeros años vivió en el distrito de Ventanilla. 
De padre chiclayano, su abuelo fue de Europa del Este que le heredó su apellido Soifer.
A los 12 años viajó junto a su padre a los Estados Unidos donde trabajó como mesera en la cadena Hooters.

## Trayectoria

### Artista musical
Su carrera comenzó en 2008, dedicándose a sesiones locales de género pop. Cuando pasó el casting de las La movida de Janet, en 2009, Micheille se integró a los 19 años a la agrupación Las Hijas de su Madre del productor Nílver Huárac.
En 2010, fue fichada por Huárac para la agrupación de cumbia Alma Bella. Durante su estadía en esta se la conoció por interpretar la versión del tema «El bombón» de la banda musical argentina Los Palmeras, siendo renombrada bajo el nombre del «Bombón asesino», que se volvió su canción emblema al ser pedida en sus conciertos en Lima y que fue reinterpretada en reguetón para su primer álbum como solista años después.
Tras dejar Alma Bella a mediados de 2011 se dedicó a la carrera de solista con géneros de música tropical.

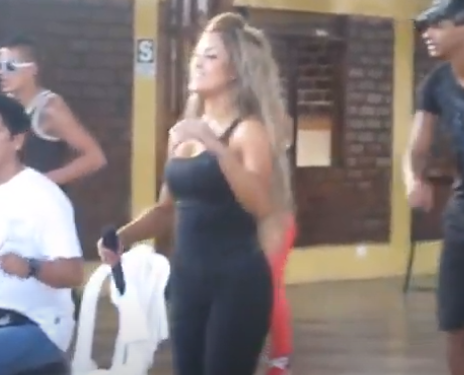
Soifer en su faceta de cantante en 2011.

En 2012, Soifer fue invitada en la antesala de la pelea de box entre Kina Malpartida contra Sriphrae Nongkipahuyuth e interpretó el Himno Nacional.
En 2013, lanzó su sencillo en balada «Hoy quiero» con Beto Gómez del dúo Idéntico, su popularidad le permitió interpretar el tema en el evento Miss Perú 2016.
En 2015, colaboró con la banda VegaSonica para el sencillo «Mejor imposible» del álbum X, en el que se presentó en la cadena HTV. Fue elegida como «mejor cantante peruana de género pop» por el medio virtual Pop Latino News. En este año fue convocada por el circo mexicano Atayde para un número musical en la gira peruana.
En 2017, estrenó «Son tus ojos» con la participación de Darius Harrison 'Deezle', que consiguió su popularidad en Venezuela al estar en el séptimo lugar en el Ranking Latino de la radio Vitamina G.
En 2018, su rostro se retrató en el icónico mural chalaco Caras de Atahualpa.

#### La nena
En 2020 firmó con la casa discográfica Monumental Music y viajó a México dedicarse a la composición y producción de canciones dentro del género urbano.
Previo a su lanzamiento del primer disco, en 2021 se realizó el concierto especial Ven Año Nuevo para el canal América Televisión. Su imagen promocional formó parte del repertorio del artista israelí Yigal Ozeri, y fue elegida como representante peruana en la antesala de los Premios Billboard de la Música Latina de este año.
Además, se lanzaron tres sencillos: el primer sencillo «La nena» fue promocionada en Yo soy en marzo de 2021. Este obtuvo el reconocimiento como «mejor canción urbana» en los premios Inkatón, y le incluyó una nominación como mejor artista femenina. La segunda, «Bye Bye», mezcla con reguetón y hip hop, fue promocionada en La voz Perú en agosto de ese mismo año. Para su videoclip del tercer sencillo lanzado en noviembre del mismo año, «Tempo», recurrió a la actriz Denisse Dibós.
La propia casa discográfica la representó en una gira callejera en los barrios de Callao bajo la iniciativa Fugaz: Del Callao pal’ mundo. Para impulsar la música urbana en la provincia, a finales de año Soifer se reunió con Mario Hart y otros artistas en los festivales Urbano Monumental Music y Moda Monumental.
En enero de 2022 estrenó su disco La nena, de diez canciones, que aperturó su gira promocional desde la ciudad de Jaén en mayo de ese año. En julio de 2022, continuó su promoción en los medios de comunicación de Colombia.
En febrero de 2022 se estrenó el nuevo sencillo «Pero ya ves». En este mes, fue telonera del concierto de Zion & Lennox en Lima. En diciembre de ese año, fue anunciada como telonera de Mike Bahía y Greeicy en el Estado Nacional. Su impacto mediático permitió estar en la mira de la cantante Karol G, además de ser convocarla por el productor Sergio George.

### Chicareality
En 2010, se incursionó a la televisión en Amigos y rivales, secuencia de Habacilar. En junio de 2011, a la par de su carrera musical, ingresó a Combate, en que al año siguiente obtuvo la capitanía en el equipo Rojo. Tras su salida, en 2012, pasó a formar parte de Esto es guerra, en que para 2013 fue considerada mejor guerrera de la cuarta temporada.
Por su rendimiento en las primeras temporadas de programas de telerrealidad juvenil, se destacó de ser referente femenino. La prensa de espectáculos identificó su fama mediática en la habilidad de convocar a sus seguidores en realizar campañas sociales y la reacción de sus detractores en redes sociales. Además desempeñó en otros ámbitos cuando coanimó el programa derivativo Versus de colegios, y compuso el tema principal de la segunda temporada de Pequeños gigantes.
Entre 2014 y 2015, retornó brevemente a Combate, que asumió nuevamente como capitana del equipo Rojo. La productora Marisol Crousillat la calificó de problemática. Su temperamento durante las discusiones con los participantes fueron mencionadas en la premiación del programa como «la mejor pelea» finalizada la temporada.

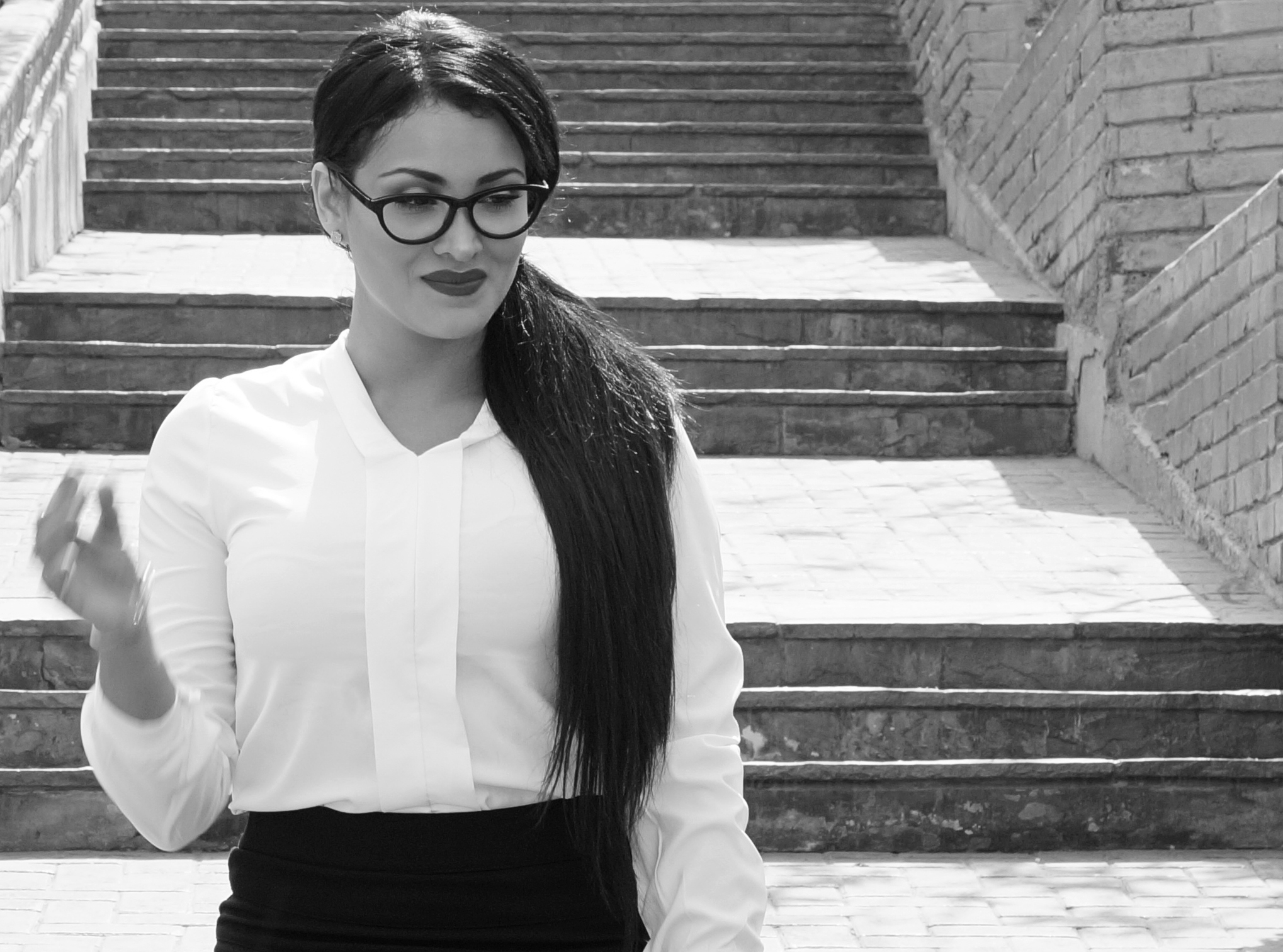
Soifer en 2016.

Entre 2015 y 2018, continuó su estadía en Esto es guerra, en que la décima temporada fue capitana de los Leones.  En 2016 consiguió que el canal lance como conductora en el piloto de El juego de las estrellas, fue anunciada en la preventa de 2017 sin concretarse. Indistintamente de su estadía regular, en 2017 interpretó otro género musical, mediante una imitación al artista de música criolla "Zambo" Cavero.
Intel Security la señaló junto al también chico reality Nicola Porcella como los únicos peruanos en las «10 celebridades muy recurrentes por los piratas informáticos» en un informe de 2016 para Latinoamérica.
En 2020, regresó brevemente al programa elegida como capitana del equipo Guerreros. Fue incluida a lado de Hugo García en la interpretación de la canción del compositor Juan Carlos Fernández «Primero tu salud», de estilo rock and roll, para fomentar la responsabilidad social durante la pandemia de COVID-19.
En 2022, volvió en la temporada del décimo aniversario de Esto es guerra, algo que fue duramente criticado por Magaly Medina. La productora ProTV la incluyó meses después como imagen de otro reality centrado en talentos musicales, cuya temática fue en homenaje al cantautor Daddy Yankee. En agosto de ese año formó como «reina de la música» o tutora de su propio equipo en el concurso La gran estrella, en que recibió críticas positivas del integrante del jurado Sergio George.
En 2025, La República señaló que Soifer abandonó América Televisión para centrarse en su carrera musical.

#### Concursante y jueza de baile
En 2012, entró al programa de baile El gran show, llegando al segundo lugar en la temporada ocho. En 2016, fue elegida jurado VIP para las temporadas 16 y 17. Posteriormente participó en El artista del año, en que apareció cuatro temporadas como concursante y una como jueza.

### Otras participaciones
Tuvo apariciones en series de televisión Gamarra (2011), Ven, baila, quinceañera (2017) y Junta de vecinos (2021). También apareció en la películas Infieles, Cementerio general 2 y Cebiche de tiburón.
Adicionalmente realiza actividades de emprendimiento familiar desde que se inauguró su empresa de comida rápida y su posterior tienda en el emporio de Gamarra. En 2015 fue imagen de La Curacao para promocionar su propio producto, la tablet Landbyte Micheille Soifer, apodada como las Michitablet. En este año fue nominada como "Mejor talento emprendedor" en los International Bussiness Awards realizados en la Cámara de Comercio de Lima. En 2020 junto a su hermana Chris se inauguró el salón de belleza Yali Extensiones en Salamanca, distrito de Ate.
En 2014 fue invitada junto al ganador de la primera temporada de la La voz Perú, Daniel Lazo, como jurado de La voz de Lima Norte en Megaplaza.
En 2019 colaboró con el exconcursante de Combate Zumba en el evento cirquence Sonríe Perú.
En 2021 entró como integrante del jurado del programa Yo soy: Nueva generación. Tras su finalización, se dedicó a la conducción radial en Radio La Zona junto a Paul Marchena “el Pulpo”.

## Vida privada
Soifer conoció a Paul Fernández de la Cruz cuando tenía entre 12 y 13 años, ya que él era amigo de sus primos. Se casó con Fernández en 2007, pero no ha tenido contacto desde entonces. En una entrevista con Mónica Delta, explicó que se había casado principalmente para regularizar su situación migratoria y poder continuar sus estudios universitarios en Estados Unidos.

## Créditos

### Televisión
| Año        | Título                   | Rol                | Notas                                            | Ref.            |
| ---------- | ------------------------ | ------------------ | ------------------------------------------------ | --------------- |
| 2011       | Corazón de fuego         | Yani               | Rol menor                                        | [ 118 ]         |
| 2011       | Gamarra                  | Chiquinquirá       |                                                  | [ 14 ]          |
| 2011-2012  | Combate                  | Competidora        |                                                  | [ 61 ]          |
| 2012-2019  | El gran show             | Concursante        | Temporada 8 (segundo lugar)                      | [ 94 ]          |
| 2012-2019  | El gran show             | Jueza VIP          | Temporada 16 (desde séptima semana)              | [ 95 ] [ 119 ]  |
| 2012-2019  | El gran show             | Jueza VIP          | Temporada 17 (quinta semana)                     | [ 120 ]         |
| 2012-2019  | El gran show             | Copresentadora     | Temporada 22 (segmento backstage)                | [ 121 ]         |
| 2013-2014  | Esto es guerra           | Competidora        |                                                  | [ 64 ]          |
| 2013       | Derecho de familia       |                    |                                                  | [ 122 ] [ 123 ] |
| 2014-2015  | Combate                  | Competidora        |                                                  |                 |
| 2015       | Está cantado             | Invitada           | Reto de improvisación                            | [ 124 ]         |
| 2016-2018  | Esto es guerra           | Competidora        |                                                  |                 |
| 2017       | Ven, baila, quinceañera  | Elisa              | Rol secundario                                   | [ 100 ]         |
| 2018-2019  | El artista del año       | Concursante        | Temporada 1 (segundo lugar)                      | [ 125 ]         |
| 2018-2019  | El artista del año       | Concursante        | Temporada 2 (refuerzo)                           | [ 126 ]         |
| 2018-2019  | El artista del año       | Concursante        | Temporada 3 (cuarto lugar)                       | [ 127 ]         |
| 2018-2019  | El artista del año       | Jueza              | Temporada 4 (desde sexta semana)                 | [ 99 ]          |
| 2018-2019  | El artista del año       | Concursante        | Temporada 5 (séptimo lugar)                      | [ 128 ]         |
| 2018-2019  | El artista del año       | Concursante        | Temporada 6 (tercer lugar)                       | [ 129 ]         |
| 2021       | Yo soy: Nueva generación | Jueza              | Temporada 6                                      | [ 114 ]         |
| 2021-2022  | Junta de vecinos         | Danitza            | Acreditada como reparto principal                | [ 102 ] [ 103 ] |
| 2022-2023  | Esto es guerra           | Competidora        |                                                  |                 |
| desde 2023 | Esto es guerra           | Competidora        |                                                  |                 |
| 2022       | La gran estrella         | Lideresa de equipo |                                                  | [ 91 ] [ 130 ]  |
| 2025       | Ponte en la cola         | Presentadora       | Regreso de Latina a los programa de espectáculos | [ 131 ]         |

### Radio
| Año       | Título       | Emisora       | Ref.    |
| --------- | ------------ | ------------- | ------- |
| 2021-2023 | Los Trollers | Radio La Zona | [ 116 ] |

## Discografía

### Álbumes de estudio
| Año  | Detalles del álbum                             | Certificaciones (en ventas) |
| ---- | ---------------------------------------------- | --------------------------- |
| 2022 | La nena - Sello discográfico: Monumental Music | —                           |

### Sencillos
| Año        | Título                        | Álbum       | Mejor posición en listas | Mejor posición en listas |
| Año        | Título                        | Álbum       | PER Viral 50             | PER Top Charts 100       |
| ---------- | ----------------------------- | ----------- | ------------------------ | ------------------------ |
| Alma Bella |                               |             |                          |                          |
| 2010       | «Bombón asesino»              | Sin álbum   | —                        | —                        |
| 2010       | «Mermelada»                   | Sin álbum   | —                        | —                        |
| 2011       | «Insensible a ti»             | Sin álbum   | —                        | —                        |
| 2011       | «Cobarde»                     | Sin álbum   | —                        | —                        |
| 2011       | «Mio»                         | Sin álbum   | —                        | —                        |
| Solista    |                               |             |                          |                          |
| 2013       | «Hoy quiero» (con Idéntico)   | Sin álbum   | —                        | —                        |
| 2015       | «Mejor imposible»             | X           | —                        | —                        |
| 2015       | «Quiero darte amor»           | Sin álbum   | —                        | —                        |
| 2016       | «No te perdonaré»             | Sin álbum   | —                        | —                        |
| 2017       | «Son tus ojos» (con Deezle)   | Sin álbum   | —                        | —                        |
| 2017       | «No es cierto» (con N'Samble) | Sin álbum   | —                        | —                        |
| 2021       | «La nena»                     | La nena     | 4                        | 97                       |
| 2021       | «Bye Bye»                     | La nena     | —                        | —                        |
| 2021       | «Tempo»                       | La nena     | —                        | —                        |
| 2022       | «Pero ya ves»                 | Sin álbum   | —                        | —                        |
| 2022       | «Travesuras» (con Denegri)    | Sin álbum   | —                        | —                        |
| 2022       | «Modo perreo»                 | Modo perreo | —                        | —                        |
| 2023       | «Algo rico»                   | Sin álbum   | —                        | —                        |

## Premios y nominaciones
| Año  | Premiación o galardón          | Categoría                 | Nominado   | Resultado | Ref.    |
| ---- | ------------------------------ | ------------------------- | ---------- | --------- | ------- |
| 2015 | International Bussiness Awards | Mejor talento emprendedor | Ella misma | Nominada  | [ 86 ]  |
| 2021 | Premios Inkatón                | Mejor canción urbana      | «La nena»  | Ganadora  | [ 41 ]  |
| 2021 | Premios Inkatón                | Mejor artista femenina    | Ella misma | Nominada  | [ 41 ]  |
| 2022 | Premios Luces                  | Hit del año               | «La nena»  | Nominada  | [ 141 ] |